# Army Ground Forces
Les Army Ground Forces (ou forces terrestres de l'armée de terre) sont l'une des trois composantes autonomes de l'armée de terre des États-Unis pendant la Seconde Guerre mondiale, les autres étant les Army Air Forces, les forces aériennes de l'armée de terre et les Army Service Forces (en), les forces d'intendance de l'armée de terre. Tout au long de leur existence, les forces terrestres de l'armée de terre sont la plus grande organisation de formation jamais établie aux États-Unis. Son effectif de 780 000 hommes au 1er mai 1942 atteint un pic de 2 200 000 hommes au 1er juillet 1943. Par la suite, ses effectifs diminuent à mesure que les unités partent pour les théâtres d'opérations extérieurs.

## Après guerre
Sa filiation est la suivante :
- U.S. Army Field Forces, 1948–1955
- Continental Army Command (CONARC), 1955–1973
- U.S. Army Forces Command, 1973–1987
- U.S. Forces Command (Specified Command), 1987–1993
- United States Army Forces Command, 1993–présent

Le United States Army Training and Doctrine Command, créer en 1973 en même temps que le Army Forces Command, reprend les missions d'entraînements et de formation.

## Liste des commandants
- Lieutenant-général Lesley J. McNair 9 mars 1942 – 13 juillet 1944
- Lieutenant-général Ben Lear (en) 14 juillet 1944 – 20 janvier 1945
- Général Joseph Stilwell 22 janvier 1945 – 22 juin 1945
- Général Jacob Devers 29 juin 1945 – 9 mars 1948